# Фу Дзиен (Дзинмин)
Вижте пояснителната страница за други личности с името Фу Дзиен.
Фу Дзиен (на китайски: 苻健; на пинин: Fú Jiàn) е първият император на Ранна Цин, управлявал от 351 до 355 година.

## Биография
Роден през 317 година, той е трети син на Фу Хун, водач на етническата група ди и военачалник в държавата Хан Джао, а след това на Хоу Джао. Възползвайки се от безредиците в Хоу Джао след смъртта на Шъ Ху, през 350 година Фу Хун се обявява за „княз на Трите Цин“, но малко по-късно е отровен от свой приближен.
След смъртта на баща си Фу Дзиен застава начело на неговата армия, съставена главно от ди и цян, предприема поход на запад и превзема Чанан, след което в началото на 351 година се обявява за самостоятелен владетел, поставяйки началото на царството Ранна Цин. През следващите години той воюва срещу царствата Дзин, Ранна Йен и Ранна Лян. През 354 година войските на Дзин предприемат голямо настъпление срещу Ранна Цин и достигат до Чанан, но се оттеглят, поради липса на храна.
Фу Дзиен умира през 355 година и е наследен от сина си Фу Шън.